# Stadion Polonii Piła
Stadion Polonii Piła – stadion piłkarsko-żużlowy w Pile, w Polsce. Wchodzi w skład obiektów sportowych „Centrum”. Może pomieścić 12 000 widzów. Obiekt użytkowany jest przez żużlowców Polonii Piła. Długość toru wynosi 348,8 m, jego szerokość na prostych to 10 m, a na łukach 15 m. od 2023 r. ze względów marketingowych również jako Asta Arena, sponsorem tego stadionu jest Telewizja Kablowa TV Asta Piła.
Na obiekcie rozegrano m.in. finały Drużynowych Mistrzostw Świata (1997), Indywidualnych Mistrzostw Świata Juniorów (1998), Klubowego Pucharu Europy (2000) i Mistrzostw Europy Par (2011).